# スタジオライフ
劇団スタジオライフ（Studio Life）は日本の劇団。1985年に河内喜一朗と倉田淳により結成。東京都中野区を本拠地としている。
1988年より男優のみで構成されている。脚本・演出の倉田淳のみが女性。少女漫画や耽美的な小説を原作としたもの、海外の翻訳劇などを中心に上演されている。

## 概要
1996年「トーマの心臓」(原作：萩尾望都)をはじめて舞台化。今は漫画・アニメ・ゲームを舞台化する「2.5次元舞台」の上演がブームとなっているが、『トーマの心臓』はその先駆けとなった作品である。「トーマの心臓」の成功により一気に動員を増やし、「ヴェニスに死す」(原作：トーマス・マン)、「死の泉」(原作：皆川博子)、等の文芸耽美作品を次々と舞台化した。劇団創立20周年を迎えた2005年には、直木賞作家 東野圭吾の代表作「白夜行」をテレビドラマに先駆けて2部構成で初舞台化した。
2006年劇団初のシェイクスピア作品を上演し新境地を切り開き、2011年「夏の夜の夢」「十二夜」で初の海外公演を韓国で成功させた。
その他、イギリスのフリンジ（小劇場）および、アメリカのオフ・ブロードウェイなどの最新且つ秀逸な戯曲を翻訳上演する＜The Other Life＞の公演活動、更にロンドン、ニューヨークでのワークショップ開催、東京の中野に在る小劇場「ウエストエンドスタジオ」の運営等も行っている。また、2005年の12月 - 1月には日本でニューヨーク・アクターズスタジオ正会員であるロベルタ・ウォーラックによる日本人俳優の為の「Acting Workshop」を開催した。
2014年6月8日、代表で所属俳優の河内喜一朗が大腸癌のため逝去。享年64歳。現在は、所属俳優の藤原啓児が代表を引き継ぐ。

## 特徴
- 結成当初は女優も在籍する劇団だったが、1988年上演「WHITE」の本番直前に女優が駆け落ちしてしまったことが切っかけで男優を女役に起用。それが意外な評判を呼び現在の、男優のみという劇団のスタイルに至った。（座長・河内喜一朗談）
- 劇団の特性上、「男版宝塚」などと評される事もあるが、宝塚とは異なり、基本的に男役と女役は固定されていない。
- 女性役を演じるときは、服装や髪型など見た目・立ち居振る舞いなどは、女性的に整えられるが、声は男性のまま演じられる。コメディでは、仕草も男性的な場合がある。
- 同じ脚本でも役者の個性によって印象が変わるダブルキャストが魅力で、ダブルキャストで上演される時は一方のチームが主要人物を演じている間、もう一方のチームはサポート役（敵役や脇役）にまわる事が多い。
- 舞台上演の別に、影絵劇団としても、北は北海道から南は九州まで全国の小学校を中心に公演を行っており、舞台上演の主役級の役者等も影絵演者として出演する事もある。[4]

## 公演作品

### 倉田淳オリジナル
- 「ブーイング・シティ」(作：倉田淳)1987年、1988年
- 「リアル・シンデレラ・ストーリー」(作：倉田淳)1987年、1988年、1989年、2011年
- 「タイガー・バーム・フィーバー」(作：倉田淳)1989年、1991年
- 「BEAT POPS」(作：倉田淳)1992年、2013年
- 「Back Cindy」(作：倉田淳)1994年、1996年、2014年
- 「WHITE」(作：倉田淳)1988年、1990年、1996年、2000年、2003年、2006年、2007年、2010年、2015年、2022年
- 「TAMAGOYAKI」(作：倉田淳)1990年、1995年、1998年、2008年、2019年
- 「PANSY MAZE」(作：倉田淳)1987年、1988年、1995年、2009年
- 「Suka-suka aja de!」(作/演出：倉田淳)2016年[5]

### 漫画原作
- 「トーマの心臓」(原作：萩尾望都/脚本・演出：倉田淳)1996年、1997年[6]、1999年[7]、2000年、2003年[8]、2006年[9]、2010年[10]、2014年[11]、2016年[12]、2022年[13]2025年[14]
- 「訪問者」(原作：萩尾望都)1998年、2000年、2010年
- 「メッシュ」(原作：萩尾望都)2005年
- 「マージナル (漫画)」(原作：萩尾望都)2008年
- 「11人いる!」(原作：萩尾望都)2011年、2013年、2019年
- 「アドルフに告ぐ」(原作：手塚治虫)2007年[15]、2015年[16]、2023年[17]
- 「Sons」(原作：三原順)2001年
- 「月の子」(原作：清水玲子)2002年、2004年
- 「OZ～オズ～」（原作：樹なつみ)2003年、2005年、2012年
- 「カリフォルニア物語」 (原作：吉田秋生）2008年（テレビ東京・StudioLife・銀河劇場共同プロデュース公演）[18]、2018年[19]
- 「フルーツバスケット」（原作：高屋奈月)2009年（フジテレビジョン・StudioLife・銀河劇場共同プロデュース公演）
- 「エッグ・スタンド」(原作：萩尾望都/脚本・演出：倉田淳)2017年[20]
- 「はみだしっ子」(原作：三原順/脚本・演出：倉田淳)2017年[21] 2018年[22]
- 「なのはな」(原作：萩尾望都/脚本・演出：倉田淳)2019年

### その他
- 「YASYA GA POND」 (原作：泉鏡花『夜叉ヶ池』) 1991年
- 「DOMINO LOVE」 (原作：泉鏡花『海神別荘』) 1992年
- 「THE PLAYBOY OF THE WESTERN WORLD」 (原作：ジョン・ミリントン・シング) 1995年
- 「ヴェニスに死す」(原作：トーマス・マン)1997年、2021年
- 「HAPPY FAMILIES」 (原作：デボラ・ラヴィン) 1997年【The Other Life.1】、2001年【The Other Life.4】、2018年
- 「ヴァンパイアレジェンド」(原作：ジョゼフ・シェリダン・レ・ファニュ「カーミラ」)1997年、2006年、2021年[23]
- 「THREE MEN IN A BOAT+ワン」(原作：ジェローム・K・ジェローム) 1999年【The Other Life.2】、2002年【The Other Life5】、2010年【The Other Life.8】 、2016年[24]
- 「桜の園」(原作：アントン・チェーホフ)1999年【The Other Life.3】
- 「死の泉」(原作：皆川博子) 1999年、2001年、2008年、2020年
- 「DRACULA」(原作：ブラム・ストーカー) 2000年、2004年、2006年、2010年、2018年[25][26][27][28][29]
- 「黒いチューリップ」(原作：アレクサンドル・デュマ・ペール) 2000年
- 「LILIES」(原作：ミシェル・マーク・ブシャルド) 2002年、2003年、2009年、2013年
- 「歓びの娘 鑑定医シャルル」(原作：藤本ひとみ) 2002年
- 「DAISY PULLS IT OFF」(原作：Denise Deegan/演出：倉田淳)2003年【The Other Life.6】、2007年、2016年[30]
- 「パサジェルカ 女船客～秘した過去が手招く旅路～」(原作：ゾフィア ポスムイシ) 2004年、2008年
- 「ドリアン・グレイの肖像」 (原作：オスカー・ワイルド) 2004年
- 「ホテル・ボルティモア」(原作：ランフォード・ウィルソン) 2005年
- 「白夜行」(原作：東野圭吾) 2005年
- 「夏の夜の夢」（原作：ウィリアム・シェイクスピア、翻訳：松岡和子）2006年、2008年、2011年[31]、2015年
- 「銀のキス」 (原作：アネット・カーティス・クラウス、翻訳：柳田利枝) 2006年
- 「孤児のミューズたち」 (原作：ミシェル・マーク・ブシャルド) 2007年[32]【The Other Life.7】
- 「Romeo＆Juliet」（原作：ウィリアム・シェイクスピア、翻訳：松岡和子）2007年
- 「決闘」 (原作：ジョン・ラザラス&ジョア・ラザラス、翻訳：吉原豊司）2007年
- 「十二夜」（原作：ウィリアム・シェイクスピア、翻訳：松岡和子）2009年、2011年[31]
- 「じゃじゃ馬ならし」（原作：ウィリアム・シェイクスピア、翻訳：松岡和子）2010年
- 「PHANTOM 」（原作：スーザン・ケイ) 2011年、2012年、2015年
- 「天守物語」(原作：泉鏡花) 2012年
- 「アルセーヌ・ルパン カリオストロ伯爵夫人」 (原作：モーリス・ルブラン) 2013年、2022年[33]
- 「メンズ・クラクラ日記」 (作：中島淳彦・演出：青山勝) 2013年[34]
- 「少年十字軍」（原作：皆川博子/脚本・演出：倉田淳) 2014年[35]
- 「大いなる遺産」（原作：チャールズ・ディケンズ) 2014年[36]
- 「BLOOD RELATIONS～血のつながり」(原作：シャロン・ポーロック/演出：倉田淳) 2016年[37]【The Other Life.9】
- 「THE SMALL POPPIES」(原作：DAVID HOLMAN/上演台本・演出：倉田淳)2017年[38][39][40][41]
- 「卒塔婆小町 (戯曲)」(原作：三島由紀夫/演出：倉田淳)2017年[42]
- 「アンナ・カレーニナ」(原作：レフ・トルストイ/脚本：ジョン・クリフォード/翻訳：阿部のぞみ/演出：倉田淳)2018年[43]
- 「Who am I ?」[44][45](作・演出：宮本紗也加) 2018年
- 「Stars」[46][47](作・演出：宮本紗也加) 2019年
- 「VANITIES」(原作：ジャック・ハイフナー/翻訳：青井陽治/演出：倉田淳)2019年[48]【The Other Life.10】
- 「バタフライはフリー」(原作：レオナルド・ガーシュ/翻訳：黒田絵美子/演出：倉田淳)2020年 [49]【The Other Life.11】
- 「ぷろぐれす」(原作：ルイーザ・メイ・オルコット「若草物語」より/上演台本・演出：倉田淳)2021年[50]
- 「お気に召すまま」（原作：ウィリアム・シェイクスピア/翻訳：松岡和子/演出：倉田淳）2023年[51]
- 「ガラスの動物園」（原作：テネシー・ウィリアムズ/翻訳・鳴海四郎/演出：倉田淳)2024年[52]【The Other Life.12】
- 「アダムとイヴの日記」（原作：マーク・トウェイン/翻訳・鳴海四郎脚本/演出：倉田淳)2024年[53]
- 「ヴェローナの二紳士」（原作：ウィリアム・シェイクスピア/翻訳：松岡和子/演出：倉田淳）2024年[54]

※【The Other Life】海外の小劇場で生まれた傑作を東京の舞台へ。このコンセプトの元に97年に誕生したのが「The Other Life」。文芸・耽美作品を上演する本公演とは趣を異にし、小劇場空間のメリットを生かしてリアルで大人のテイストを繰り広げるStudio Lifeの特別公演。

## 劇団イベント
- スタジオライフ・ソウル公演応援ツアー『夏の夜の夢』『十二夜』(2011/11/19～11/22)
- ファンクラブ15周年イベント『Studio Life Film FES』[55](2012/1/6～1/15)
- ファンクラブ15周年イベント『春のいちご狩りバスツアー』(2012/3/17、3/24)
- ファンクラブ15周年イベント『夏祭り』会場：ウエストエンドスタジオ[56](2012/8/1～8/12)
- イベント『LILIES weekend』会場：アイビーホール[57](2013/10/19～10/20)
- イベント『END OF THE YEAR FESTIVAL2013』会場：博品館劇場(2013/12/28～12/29)
- イベント『29年最後の日 with You』(2014/12/31)
- Studio Life 30th Anniversary Wonderful Journey『Trip,Trip,Trip！』(2015/3/25～3/29東京)(4/11大阪)(4/12名古屋)
- イベント『Cafe 30th』(2019/9/9～9/13)
- ファンクラブツアー『伊勢参りツアー』[58](2016/1/9～1/11)
- イベント『切手のいらないラブレター～愛のお茶会』会場：アイビーホール(2016/4/2～4/3)
- イベント『夢幻祭天』会場：月見ル君想フ(2016/10/7～10/10)
- ファンクラブ20周年イベント『club LIFE 20th Anniversaryファンの集い～おかげ様で二十歳になりました～』青陵会館ホール(2017/1/6～1/7)
- イベント『エッグスタンド/Osaka Special Event』(2017/3/26)
- Jun企画 朗読会『言葉の奥ゆき1』(2017/4/21～4/30)[59]
- イベント『大感謝祭～マーガレットの花たちは冬に咲く～』[60](2017/12/9～12/24)
- ファンクラブツアー『繍楽旅行』[61](2018/3/10～3/11)
- Jun企画 朗読会『言葉の奥ゆき 通～夏休みの宿題～』(2018/8/30～9/2)[62]
- イベント『Happu Xmas Families』(2018/12/24)
- Jun企画 朗読会『言葉の奥ゆき3 ～新しい出逢い～』『咲くのよライフの桜たち』『藤原ワークショップ』(2019/3/21～3/24)
- Studio Life Autumn Delicatessen2019『秋デリ』[63](2019/9/21～9/29)
- Jun企画 朗読会『言葉の奥ゆき4 ～回帰～』(2020/7/18～7/24)[64]
- イベント『WESTENDマーケットお嬢様のワードローブ』(2020/11/14～15)
- Jun企画 朗読会『言葉の奥ゆき5 ～情感あふるる深淵へ～』(2021/3/13～3/21)[65]
- Jun企画 朗読会『言葉の奥ゆき6 ～行路～』(2022/3/18～3/19)[66]
- ファンクラブ25周年イベント『ファンの集い2022満開』会場：中野サンプラザ(2022/3/20)
- ファンクラブ会員限定ツアーイベント富岡製糸場へのバスの旅～つむぐ～(2023/6/3)
- イベント『Thank youの詰め合わせ』(2024/12/21)

## 主な所属俳優
- 石飛幸治
- 笠原浩夫

- 及川健 （キューブ所属）
- 山本芳樹
- 曽世海司
- 岩﨑大
- 姜暢雄（キューブ所属）
- 青木隆敏
- 奥田努
- 松本慎也
- 緒方和也

## 主な出身者
- 土屋士
- 玉城任 （現・「劇団四季」所属）
- 児玉信夫 （「KOtoDAMA企画」代表）
- 山崎康一
- 林勇輔
- 舟見和利（Artrain inc.所属）
- 牧島進一
- 三上俊（現・株式会社アイズ所属）
- 荒木健太朗（現・フリー）
- 松村泰一郎

## 参照
1. ↑  HMV&BOOKS online - 演劇
2. ↑  スタジオライフ公式
3. ↑  劇団Studio Life代表の河内喜一朗さんが死去（シアターガイド、2014年6月10日）
4. ↑  スタジオライフについて of スタジオライフ芸術鑑賞
5. ↑  『Suka-suka aja de!～スカスカ アジャ デ！～』2016年
6. ↑  過去の上演作品
7. ↑  過去の上演作品
8. ↑  過去の上演作品
9. ↑  過去の上演作品
10. ↑  スタジオライフ公演『トーマの心臓』2010年
11. ↑  スタジオライフ公演『トーマの心臓』2014年
12. ↑  スタジオライフ連鎖公演『トーマの心臓』2016年
13. ↑  スタジオライフ公演『トーマの心臓』2022年
14. ↑  スタジオライフ公演『トーマの心臓』2025年
15. ↑  スタジオライフ公式『アドルフに告ぐ』2007年
16. ↑  スタジオライフ公式『アドルフに告ぐ』2015年
17. ↑  スタジオライフ公式『アドルフに告ぐ』2023年
18. ↑  テレビ東京・StudioLife・銀河劇場共同プロデュース公演『カリフォルニア物語』
19. ↑  スタジオライフ公演『カリフォルニア物語』
20. ↑  スタジオライフ公演『エッグスタンド』
21. ↑  スタジオライフ公演『はみだしっ子』2017
22. ↑  スタジオライフ公演『はみだしっ子』2018
23. ↑  スタジオライフ公式『VAMPIRE LEGENDS』
24. ↑  スタジオライフ公演『THREE MEN IN A BOAT＋ワン』2016年
25. ↑  スタジオライフ公式『DRACULA〜The Point of No Return〜』
26. ↑  朝日新聞WEBRONZA - スタジオライフ『DRACULA』倉田曽世松本インタビュー
27. ↑  シアターテイメント - スタジオライフ『DRACULA』レポ
28. ↑  ステージナタリー - 曽世海司＆松本慎也が吸血鬼に、スタジオライフ『DRACULA』
29. ↑  中野経済新聞 - 男優だけの劇団「スタジオライフ」が代表作「ドラキュラ」公演
30. ↑  スタジオライフ公演『デイジープルズイットオフ 』2016年
31. 1 2  韓国公演
32. ↑  The Other Life vol.7 孤児のミューズたち LES MUSES ORPHELINES 公演情報
33. ↑  スタジオライフ公式『La Passion de L‘Amour』
34. ↑  スタジオライフ公式『メンズ・クラクラ日記』
35. ↑  スタジオライフ公式『少年十字軍』
36. ↑  スタジオライフ公式『大いなる遺産』
37. ↑  スタジオライフ The Other Life Vol.9『BLOOD RELATIONS ～血のつながり～ 』2016年
38. ↑  スタジオライフ公式『THE SMALL POPPIES』
39. ↑  朝日新聞WEBRONZA - 『THE SMALL POPPIES』 公演評
40. ↑  朝日新聞WEBRONZA - 『THE SMALL POPPIES』 倉田インタビュー
41. ↑  朝日新聞WEBRONZA -『 THE SMALL POPPIES』 関戸松本宇佐美インタビュー
42. ↑  スタジオライフ公式『卒塔婆小町』
43. ↑  スタジオライフ公式『アンナ・カレーニナ』
44. ↑  スタジオライフ公式
45. ↑  若林健吾、鈴木宏明出演
46. ↑  スタジオライフ公式
47. ↑  宮崎卓真 (style office)・宇佐見輝・千葉健玖・鈴木宏明出演
48. ↑  スタジオライフ公式『VANITIES』
49. ↑  スタジオライフ公式『バタフライはフリー』
50. ↑  スタジオライフ公式『ぷろぐれす』2021年
51. ↑  スタジオライフ公式『お気に召すまま』2023年
52. ↑  スタジオライフ公式『ガラスの動物園』2024年
53. ↑  スタジオライフ公式『アダムとイヴの日記』2024年
54. ↑  スタジオライフ公式『ヴェローナの二紳士』2024年
55. ↑  『PHANTOM2011』『LILIES2009』『銀のキス』『Happy Families』『ヴェニスに死す』上映会
56. ↑  『夏の夜の夢2006年WOWチーム』上映会、あらいやくし落語会他
57. ↑  リーディング（ヴァリエの手紙等)、『孤児のミューズたち』上映会他
58. ↑  スタジオライフ30周年にかけて三重へ！
59. ↑  山本芳樹『女生徒 (短編集)』、青木隆敏『饗応夫人』、笠原浩夫『グッド・バイ (小説)』、岩﨑大『律子と貞子』、及川健『日の出前』、関戸博一『皮膚と心 (短編集)』、曽世海司『きりぎりす』
60. ↑  上映会「BEAT POPS(1996年度版)」「メッシュ」、リーディング「WHTTE」「DOMINO LOVE」他
61. ↑  スタジオライフ33周年にかけて京都三十三間堂へ！
62. ↑  笠原浩夫『ジュール伯父さん』、山本芳樹『死後の恋』、曽世海司『夢十夜』、岩﨑大『一房の葡萄』、牧島進一『沼のほとり』、関戸博一『マドモワゼル・ペルル』、松本慎也『白』、仲原裕之『シモンのパパ』、宇佐見輝『並木』、千葉健玖『荒野の王子さま』他
63. ↑  上映会「白夜行」「Moon Child～月の子～」、影絵「手ぶくろを買いに」「モチモチの木」「100万回生きたねこ」「銀河鉄道の夜」、他プログラム、久しぶりに及川健・姜暢雄のゲスト出演があった。
64. ↑  藤原啓児『接吻』、倉本徹『メキシコのメロンパン』、笠原浩夫『継子』、石飛幸治『鋏と布と型』、大村浩司『人の顔』、楢原秀佳『扉の彼方へ』、山本芳樹『水色の煙』、曽世海司『薔薇密室』、青木隆敏『江川蘭子』、関戸博一『入梅』、松本慎也『ルルとミミ』他
65. ↑  藤原啓児『鞭』、倉本徹『イワンとイワンの兄』、笠原浩夫『絵姿 The Portrait of Dorian Gray』、大村浩司『風早青年』、曽世海司『三の酉』、青木隆敏『リラの女達』、関戸博一『雪の夜の話』『雪の日』、松本慎也『美しい犬、龜さん』
66. ↑  松本慎也『或る母の話』、倉本徹『聖家族』、曽世海司『恥』、楢原秀佳『幸福の彼方』、松本慎也『女類』、石飛幸治『誰も知らぬ』、関戸博一『十二月八日』、笠原浩夫『早春』、山本芳樹『ユモレスク』、藤原啓児『酒ぎらい』